# ألمندين
ألمندين (بالإنجليزية: Almandine)‏، هو أحد الأحجار الكريمة العقيقة. سُمي بذلك نسبةً إلى ألبندا وهي مدينة قديمة في الأناضول اشتهرت بقص المجوهرات.